# Кедров (пограничный сторожевой корабль)
«Кедров» — пограничный сторожевой корабль построен по проекту 11351, с 1990 года состоявший на вооружении МЧПВ КГБ СССР, и с 1991 года — на вооружении МЧПВ России. Исключён из корабельного состава Морской охраны ФПС России в 2002 году.

## Строительство
ПСКР «Кедров» получил имя в честь революционера, чекиста, организатора красного террора и создателя концлагерей на севере советской России Михаила Сергеевича Кедрова (1878—1941).
Ранее это имя носил тральщик проекта 264А постройки Средне-Невского судостроительного завода ЛСНХ № 363. Введён в состав ВМФ СССР 15 декабря 1959 года. С 19 мая 1966 года — «МТ-119», а с 23 июля 1975 года — «СКР-119». В 1978 году перечислен в состав МЧПВ СССР и перебазирован Северным морским путём из Североморска в Петропавловск-Камчатский, где вошёл в состав 1-й Краснознамённой ДПСКР. Списан в 1989 г.
Заложен 4 апреля 1988 года под заводским номером С-205 на Керченском ССЗ «Залив». Спущен на воду для достройки 30 апреля 1989 года. С 20 ноября по 25 декабря 1989 года ПСКР «Кедров» прошёл заводские и государственные испытания на Чёрном море. Приказом начальника войск Краснознамённого Западного пограничного округа от 12 марта 1990 года корабль вошел в состав морских частей ПВ КГБ СССР. Военно-морской флаг кораблей и судов пограничных войск СССР был поднят на 12 апреля 1990 года.

## Служба
С 20 апреля по 1 июля 1990 года кораблём выполнено 3 рейдовых сбор-похода и шестидневный штурманский поход по Чёрному морю.
В период с 27 сентября по 20 ноября 1990 года кораблём осуществлён межфлотский переход южным морским путём из Севастополя в Петропавловск-Камчатский. Во время перехода с целью пополнения запасов ГСМ, провизии, воды, а также отдыха экипажа были сделаны деловые заходы с 11 по 15 октября в Мармагао (Индия) и с 25 октября по 4 ноября в Камрань (СРВ).
С 1991 года корабль активно несёт службу по охране границы, экономической зоны и конвенционного района на участке Северо-восточного пограничного округа в Охотском море, Тихом океане, вдоль побережья Камчатки, Курильских и Командорских островов. В мае моряками с ПСКР «Кедров» в южном конвенционном районе, запрещённом для промысла лососей было задержано первое судно-нарушитель, им стал тайваньский сейнер «Лоуксинг». При высадке осмотровой группы в составе ЗКПЧ С. Н. Голованова, НХС О. В. Голованя и трёх моряков срочной службы было обнаружено около 70 т замороженного лосося, что стало достаточным основанием для ареста судна и сопровождения его в порт для разбирательства. В ходе конвоирования сейнера у одного из китайских моряков был выявлен аппендицит в острой форме, что было подтверждено корабельным врачом ПСКР «Кедров». После согласования с Москвой было принято решение судно отпустить в свой порт.
В 1992 году на борту корабля находились представители МИД России, Дании, а также потомки Витуса Беринга — семья Масловых-Берингов, которые прибыли для участия в перезахоронении останков капитан-командора Витуса Беринга, руководителя Второй Камчатской экспедиции на Командорских островах.
В июне 1995 года на протяжении 10 суток ПСКР «Кедров» принимал участие в службе в конвенционном районе, в ходе которой отрабатывались задачи взаимодействия с кораблём БОХР США «Раш» (USCGC Rush). За этот период было осмотрено 1 японское судно. В осмотре приняли участие представители БОХР США — офицер связи и переводчик, которые находились на борту ПСКР «Кедров».
С 1996 года ПСКР «Кедров» находился в базе, на отработке задач боевой подготовки и повседневной корабельной организации. Из-за сложившейся в 1990-х годах ситуации в России снабжение Морских сил Пограничных войск Российской Федерации было уменьшено во много раз, что привело к острой нехватке средств на содержание, обслуживание и ГСМ кораблей. Отсутствовали специалисты морских профилей. По этой причине ПСКР «Кедров» был вынужден надолго встать у стенки. В службе корабль не использовался и для выходов в море не планировался из-за просроченного среднего ремонта.
Приказом директора ФПС России от 29 декабря 2001 года корабль исключён из боевого состава 1-й Краснознамённой ДПСКР, а приказом директора ФПС № 015-Ш от 23 марта 2002 года ПСКР «Кедров» списан и выведен из состава Морской охраны ФПС России. Спуск флага произведён 24 апреля 2002 года, который был передан командиру 1-й Краснознамённой ДПСКР С. В. Щербакову для передачи его на хранение в музей дивизии.
За годы службы с 1989 по 1995 год в различных условиях плавания кораблём пройдено 32 558 миль, осмотрено 9 иностранных промысловых судов, из которых два задержаны за нарушение правил промысла. Были осмотрены 19 российских судов, из которых в 1994 году четыре судна оштрафованы на 975 000 рублей, в 1995 году одно — на 73 000 рублей.

## Командиры ПСКР «Кедров»
- с 09.1989 по 11.1998 — капитан 1-го ранга Александр Васильевич Суханов;
- с 12.1998 по 05.2000 — капитан 2-го ранга Андрей Юрьевич Савельев;
- с 05.2000 и до списания — капитан 2-го ранга Андрей Анатольевич Дедов.

## Командиры боевых частей и служб первого экипажа корабля
- старший помощник командира П. А. Иванков
- зам. командира по полит. части С. Н. Голованов
- помощник командира О. Н. Касьянов
- КБЧ-1 Е. А. Смирнов
- КБЧ-2 С. И. Падалка
- КБЧ-3 К. Е. Костин
- КБЧ-4 А. И. Чаюн
- КБЧ-5 В. П. Бяков
- НРТС А. А. Селюк
- НХС О. В. Головань
- НМС А. Н. Дубовик.